# Stazione di Nishi-Kyōgoku
La Stazione di Nishi-Kyōgoku (西京極駅?, Nishi-Kyōgoku-eki) è una stazione ferroviaria delle Ferrovie Hankyū situata nel quartiere di Ukyō-ku a Kyoto. Presso la stazione fermano solo i treni locali e semiespressi della linea Kyoto. È l'ultima stazione in superficie prima dell'interramento della linea verso il capolinea di Karasuma.

## Linee
- Ferrovie Hankyū
  - ■ Linea principale Hankyū Kyōto